# Perdita duplicata
Perdita duplicata är en biart som beskrevs av Timberlake 1964. Perdita duplicata ingår i släktet Perdita och familjen grävbin. Inga underarter finns listade i Catalogue of Life.